# Kheibar Shekan
Kheibar Shekan  (em persa: خیبرشکن)  é um míssil balístico iraniano de combustível sólido de médio alcance operado pela Força Aeroespacial do Corpo da Guarda Revolucionária Islâmica.É da terceira geração de mísseis do IRGC e foi revelado numa cerimónia com a presença de altos comandantes militares iranianos por ocasião do 43º aniversário da Revolução Iraniana. O míssil possui combustível sólido e na fase de pouso possui capacidade de manobra para passar pelo escudo antimísseis e tem capacidade de atingir alvos com alcance e raio de 1.450 quilômetros.

## Etimologia
Kheibar Shekan significa literalmente "Quebrador de Fortaleza", "Kheibar" é a fortaleza judaica que foi conquistada pelos muçulmanos no início do Islã, "Shekan" é igual a "Quebrador" ou "Destruidor"

## Ataque ao Mossad na Síria
Em 15 de janeiro de 2024, a Agência de Notícias Tasnim informou que as Forças Aeroespaciais do IRGC lançaram quatro mísseis Kheibar Shekan do distrito de Darkhoveyn, na província do sul do Khuzistão, à meia-noite, viajando uma distância de 1.200 quilômetros, visando especificamente os perpetradores do Mossad nos atentados de Kerman na província de Idlib, noroeste da Síria.